# Ignatius IV.

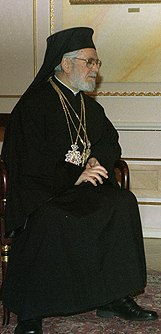
Ignatius IV.

Ignatius IV. Hazim (* 2. Juli 1921 als Habib Hazim in Mhardeh nahe Hama, Syrien; † 5. Dezember 2012 in Beirut) war griechisch-orthodoxer Patriarch von Antiochien und geistliches Oberhaupt des griechisch-orthodoxen Patriarchats von Antiochien (Rum-orthodoxe Kirche).

## Leben
Er entstammte einer christlich-arabischen Familie aus der Gegend von Hama. Seit seiner Kindheit stand er in Diensten der Kirche. Er studierte Literaturwissenschaft in Beirut und ab 1945 Theologie am Institut de Théologie Orthodoxe Saint-Serge in Paris. Nach seiner Rückkehr in den Orient gründete er das orthodoxe Theologische Seminar im Kloster Balamand, Libanon, und wirkte hier als Dozent und Dekan. 1961 wurde er zum Bischof von Latakia in Syrien bestellt und 1970 zum Metropoliten erhoben. Vom 2. Juli 1979 bis zu seinem Tod am 5. Dezember 2012 amtierte er als Patriarch und gilt als 170. Nachfolger des Apostels Petrus auf der Kathedra von Antiochien.
Während seiner Amtszeit versuchte Ignatius IV. das Christentum in Syrien und im Libanon zu stärken. Innerkirchlich setzte er sich besonders für die häufige Heilige Kommunion der Gläubigen ein.
Patriarch Ignatius unterstützte die ökumenischen Ziele Gerechtigkeit und Frieden und arbeitete in der Christlichen Friedenskonferenz (CFK) mit, an deren II. Allchristlichen Friedensversammlung er sich 1964 in Prag beteiligte. 2010 erhielt er den russischen Orden der Freundschaft.